# Iconodulia

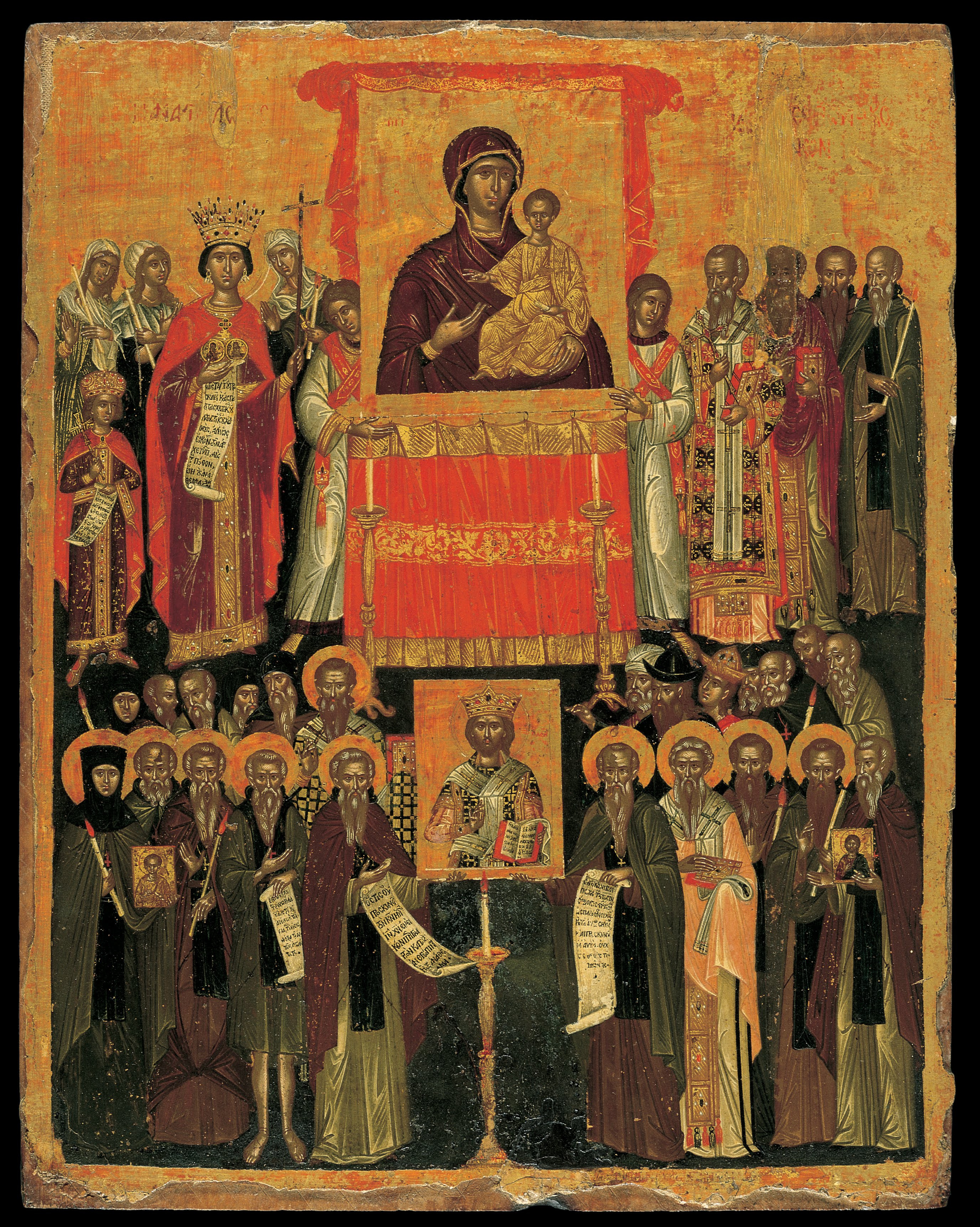
Icono del que representa la restauración de los iconos en Constantinopla el 11 de marzo de 843, cuando se dio fin a la iconoclasia bizantina.

Se denomina iconodulia o iconodulía (del griego εἰκών, -όνος eikṓn, -ónos 'imagen' y -δουλεία -douleía '-dulía') a una práctica presente en diversas religiones que consiste en reverenciar imágenes o símbolos de una divinidad, un ser sobrenatural o un santo. Su practicante recibe el nombre de «iconódulo» o «iconófilo».
En la iconodulía el culto no se dirige a la propia imagen sino a quien representa, por lo que debe diferenciarse del culto a las imágenes o de la iconolatría, en la que se identifica la imagen como la divinidad misma y se le rinde adoración.

## Controversia
El judaísmo rechaza como idolatría la presencia de imágenes en el culto; en cambio, el cristianismo ha tolerado en parte la iconodulía, luego de que empezara a admitir la representación de la divinidad en el siglo IV, tras una etapa anicónica inicial. Por otro lado, el islam se opone tan radicalmente a las imágenes que no permite siquiera la representación de animales o vegetales, mientras que el judaísmo solo prohíbe las representaciones antropomórficas.

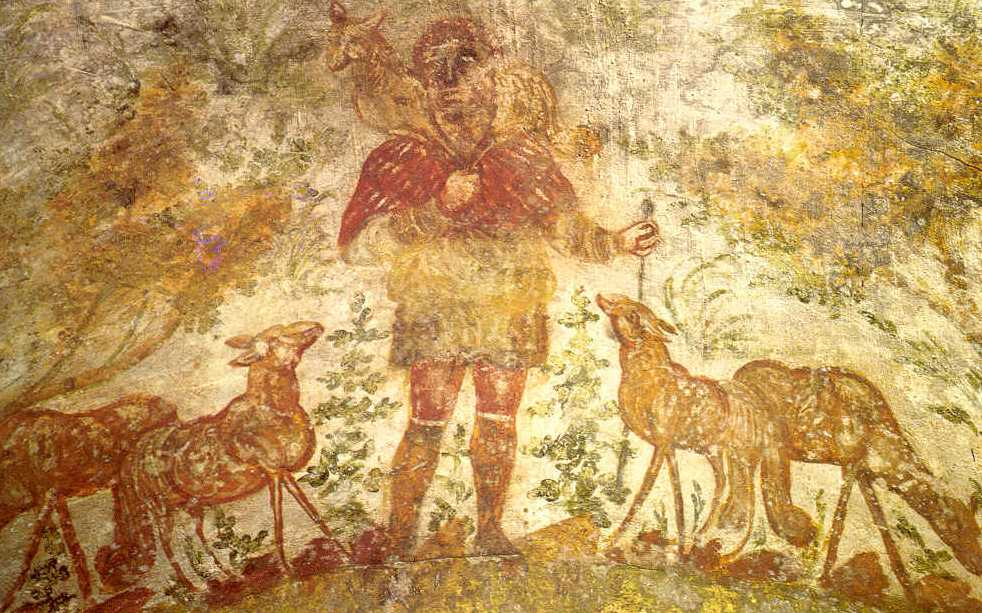
Mural del Buen Pastor pintado alrededor del en las Catacumbas de Domitila.

A la iconodulía cristiana se han opuesto varias corrientes inconoclastas a lo largo de la historia. En primer lugar, se opusieron a la iconodulía los monofisitas, que junto con judíos y musulmanes influyeron en el surgimiento de la crisis iconoclasta en el Imperio bizantino durante el siglo VIII. La controversia resurgió de manera importante con la Reforma protestante, pues si bien Martín Lutero rechazó la iconoclasia, esta fue impulsada en gran medida por otros reformadores como Juan Calvino y Ulrico Zuinglio, convencidos de que las imágenes promovían la idolatría a semejanza de los altares politeístas de la antigüedad.

## Manifestaciones
En la Iglesia católica, la veneración de imágenes constituye un elemento relevante en la piedad popular, sean pinturas, esculturas, bajorrelieves u otras representaciones: los fieles rezan ante ellas, las adornan, las saludan, hacen procesiones, les cuelgan exvotos, etc. Por su parte, en la Iglesia ortodoxa se considera que el uso de imágenes sagradas y la postración ante ellas es una expresión importante de la adoración a Dios y la veneración a los santos, aunque como ocurre en otras Iglesias orientales solo se haga uso de iconos realizados conforme a cánones vigentes durante siglos, excluyendo otras representaciones plásticas.
El uso de imágenes se mantiene también en el anglicanismo e, incluso, en denominaciones como el luteranismo que, por ejemplo, permite esculturas y vitrales de Jesucristo como el Buen Pastor, el presbiterianismo y el metodismo que aceptan pinturas y vitrales con símbolos como libros, peces, flores o palomas, y las iglesias bautistas que usan estrellas, libros y la cruz.

## En la Biblia
La postura judía contra las imágenes en el culto, compartida por buena parte del protestantismo, se fundamenta principalmente en la prohibición que se expresa en el texto de los Diez Mandamientos contenido en la Torá o Pentateuco:

No te hagas ningún ídolo ni figura de lo que hay arriba en el cielo, ni de lo que hay abajo en la tierra, ni de lo que hay en el mar debajo de la tierra. No te inclines delante de ellos ni les rindas culto, porque yo soy el Señor tu Dios, Dios celoso que castiga la maldad de los padres que me odian, en sus hijos, nietos y bisnietos, pero que trato con amor por mil generaciones a los que me aman y cumplen mis mandamientos.
Éxodo 20:3-6; Deuteronomio 5:7-10

Esta prohibición se halla también en otros versículos bíblicos:

El día en que el Señor habló con ustedes de en medio del fuego, en el monte Horeb, no vieron ninguna figura. Tengan, pues, mucho cuidado de no caer en la perversión de hacer figuras que tengan forma de hombre o de mujer, ni figuras de animales, aves, reptiles o peces.
Deuteronomio 4:15-18

No obstante, las confesiones cristianas que aceptan la iconodulía rechazan las acusaciones de idolatría y creen que el mandamiento proscribe los ídolos, que serían imágenes de dioses falsos, no las imágenes sagradas o íconos que no reciben culto de adoración —el cual solo correspondería a Dios— sino el honor o "veneración respetuosa" por quienes representan. Se argumenta que Dios mismo en el Antiguo Testamento ordena o aprueba la elaboración de imágenes en repetidas ocasiones: los querubines sobre el Arca de la Alianza a través de los cuales Dios habla a Moisés, la serpiente de bronce que Dios mandó levantar en el desierto para curar a quienes la miraran, las imágenes de madera recubiertas de oro que mandó a construir Salomón siguiendo las instrucciones de David para el Templo de Jerusalén y los grabados que cubrían las paredes del edificio, además de las enredaderas con frutos y los toros de bronce con la pila del Templo.

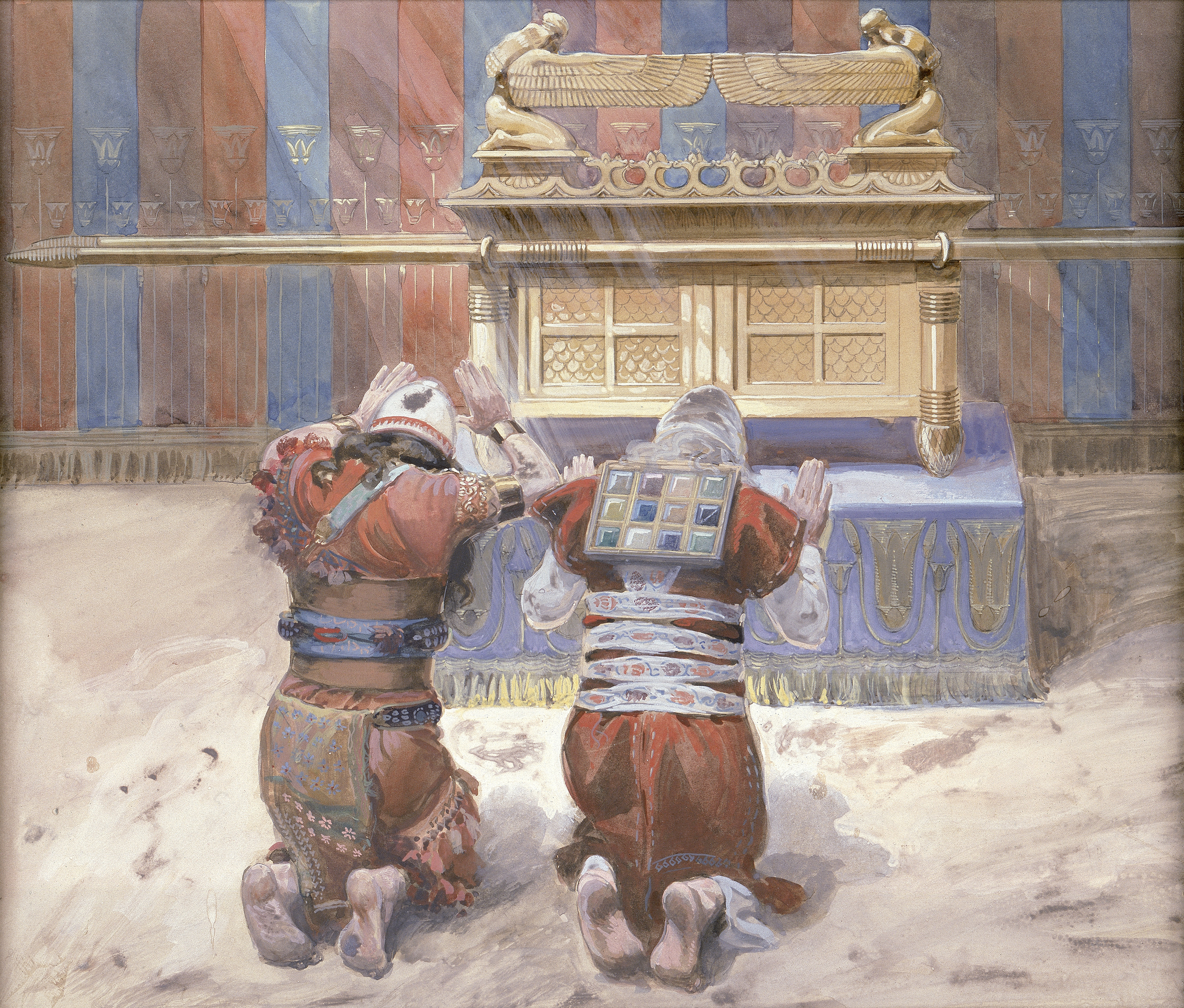
Moisés y Josué en el Tabernáculo, James Tissot (c. 1900).

Según lo anterior el arte sacro sería un don recibido de Dios con el que se le podría alabar. Las obras hechas para el Tabernáculo y para el Templo habrían sido sagradas, aunque unas sirvieran como ornamentos y otras fueran objeto de especial reverencia, como el Arca (que solo tocarla sin el debido respeto podría incluso causar la muerte).

## Citas bíblicas
1. ↑  Éxodo 25:17-22
2. ↑  Números 21:8-9
3. ↑  1 Crónicas 28:18-19; 1 Reyes 6:23-29; 1 Reyes 8:6-11; Ezequiel 41:16-21
4. ↑  1 Reyes 7:23-26
5. ↑  Éxodo 35:30-35
6. ↑  2 Samuel 6:6-7